# Ekspresjonizm (architektura)

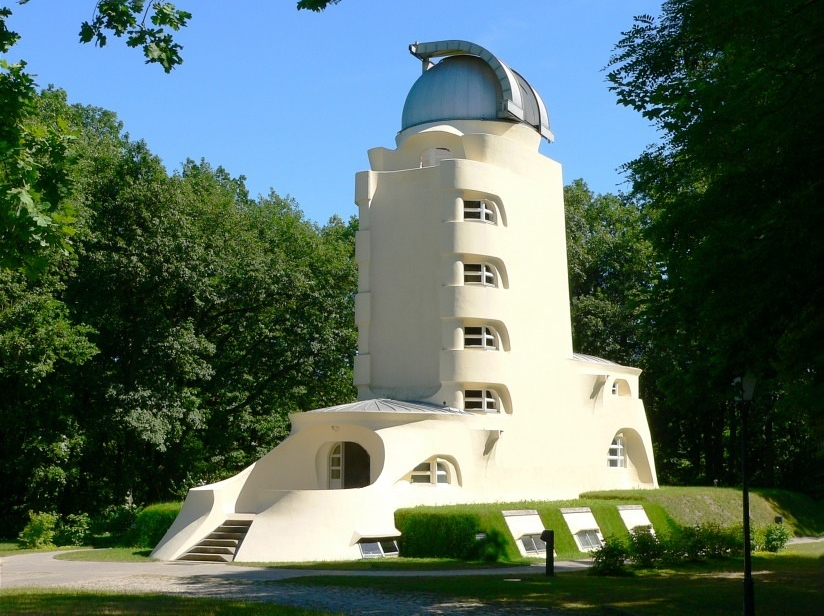
Wieża Einsteina w Poczdamie zaprojektowana przez Ericha Mendelsohna, 1920–1922 (2008)

Ekspresjonizm – kierunek w architekturze pośredni między secesją a modernizmem, zapoczątkowany w Niemczech i funkcjonujący w latach 1923–1935 w Europie, mający też swój odpowiednik w Stanach Zjednoczonych, gdzie bywa zazwyczaj określany jako art déco.

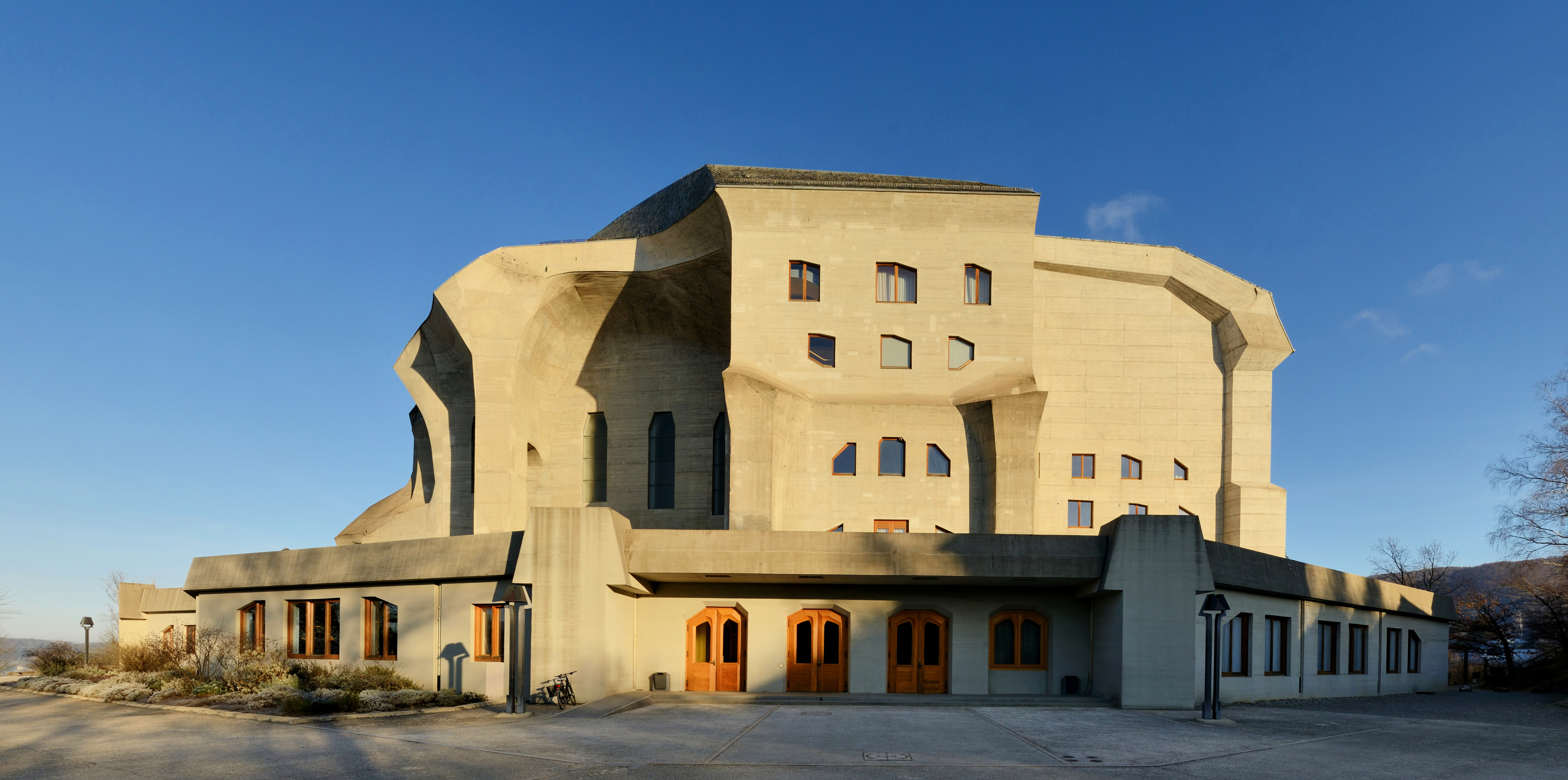
Goetheanum

## Główne założenia i historia
Dla architektury ekspresjonizmu charakterystyczne było silne podkreślanie kierunku pionowego lub poziomego, tworzenie dynamicznych form w celu wywołania wrażenia strzelistości, nowoczesności, czy prędkości w jakiej budynek funkcjonuje. Plastyczne formy czerpano z natury jak również nawiązywano do elementów gotyckich.
Ruch ekspresjonistyczny rozwijał się przede wszystkim w Niemczech, osiągając ponadto pewne znaczenie w Holandii i krajach Europy Środkowej. Główną organizację ekspresjonistów stanowił krąg korespondencyjny Die Gläserne Kette (niem. „Szklany łańcuch”), zawiązany w 1919 roku przez członków rady artystów skupionych wokół Brunona Tauta. Listy były publikowane przez Tauta pod pseudonimami. Idee ekspresjonistów były silnie utopijne i anarchistyczne, wiązały się z wiarą w siłę sprawczą architektury szklanych domów i rewolucji. Głównym motywem architektonicznym miała stać się korona miasta – rodzaj wielkiego centrum kultury. Miasta miały zaś zostać zastąpione luźnymi osiedlami, których mieszkańcy mieli być ściśle związani z naturą.
Ekspresjonizm uwidocznił się głównie w tzw. stylu opływowym zwanym też stylem dynamicznym w latach 20. XX wieku, nawiązujący do kształtów nowoczesnych samochodów, samolotów, a zwłaszcza transatlantyków.
Budowle ekspresjonistyczne z jednej strony wykazują już zdecydowanie cechy modernistyczne (przede wszystkim: podobne lub wręcz identyczne kondygnacje, funkcjonalność większości elementów elewacji budynku, duże przeszklenia), z drugiej strony przejawiają jeszcze silnie cechy secesji (płynność konstrukcji, rozczłonkowanie budowli nadające ekspresyjny charakter, czy też strzelistość konstrukcji, czasem ornamenty inspirowane naturą – podobnie jak w secesji). Twórcy architektury ekspresjonizmu, uznający potrzebę funkcjonalnego projektowania, chcieli w ten sposób nadać budynkom formę wypływającą ze zrozumienia ich programu i typologii, a przy tym nadać im również ruch i płynność.

## Przykłady architektury ekspresjonizmu w Polsce
- Wieża Górnośląska w Poznaniu (projektu Hansa Poelziga; 1911, zniszczona w latach 1945–1947)
- Hala Stulecia we Wrocławiu (projektu Maxa Berga; 1912–1913)

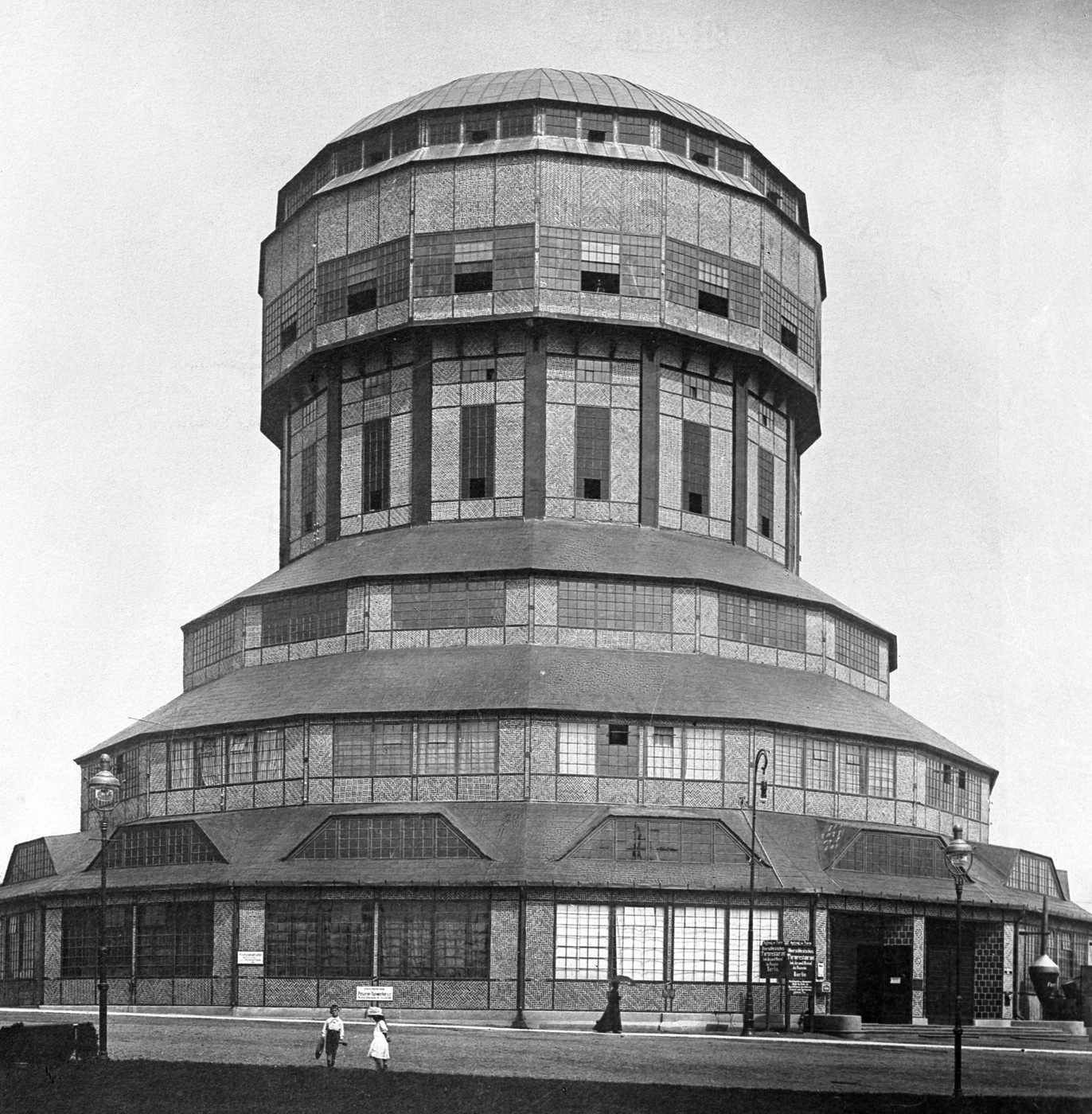
Wieża Górnośląska w Poznaniu
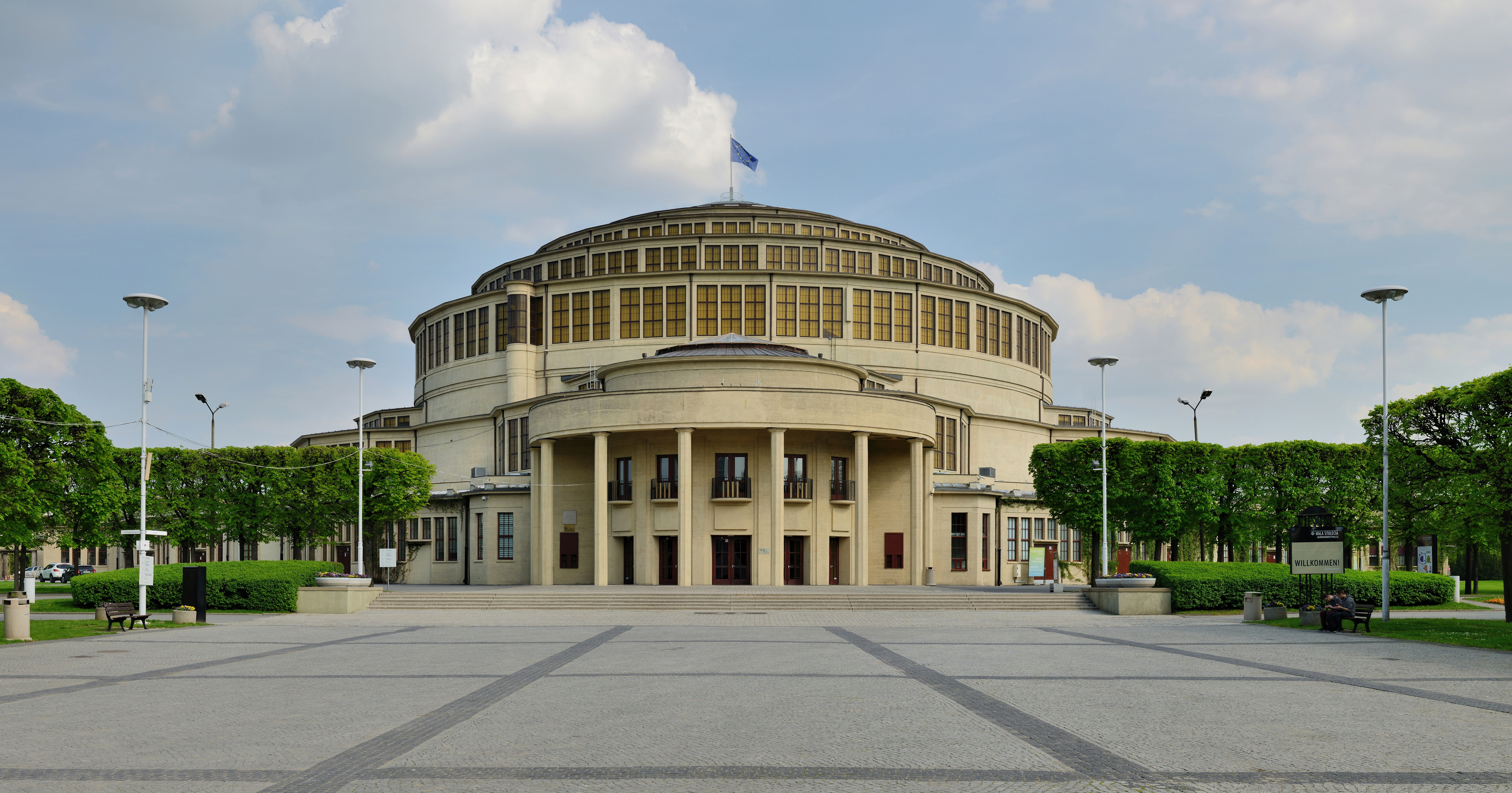
Hala Stulecia we Wrocławiu
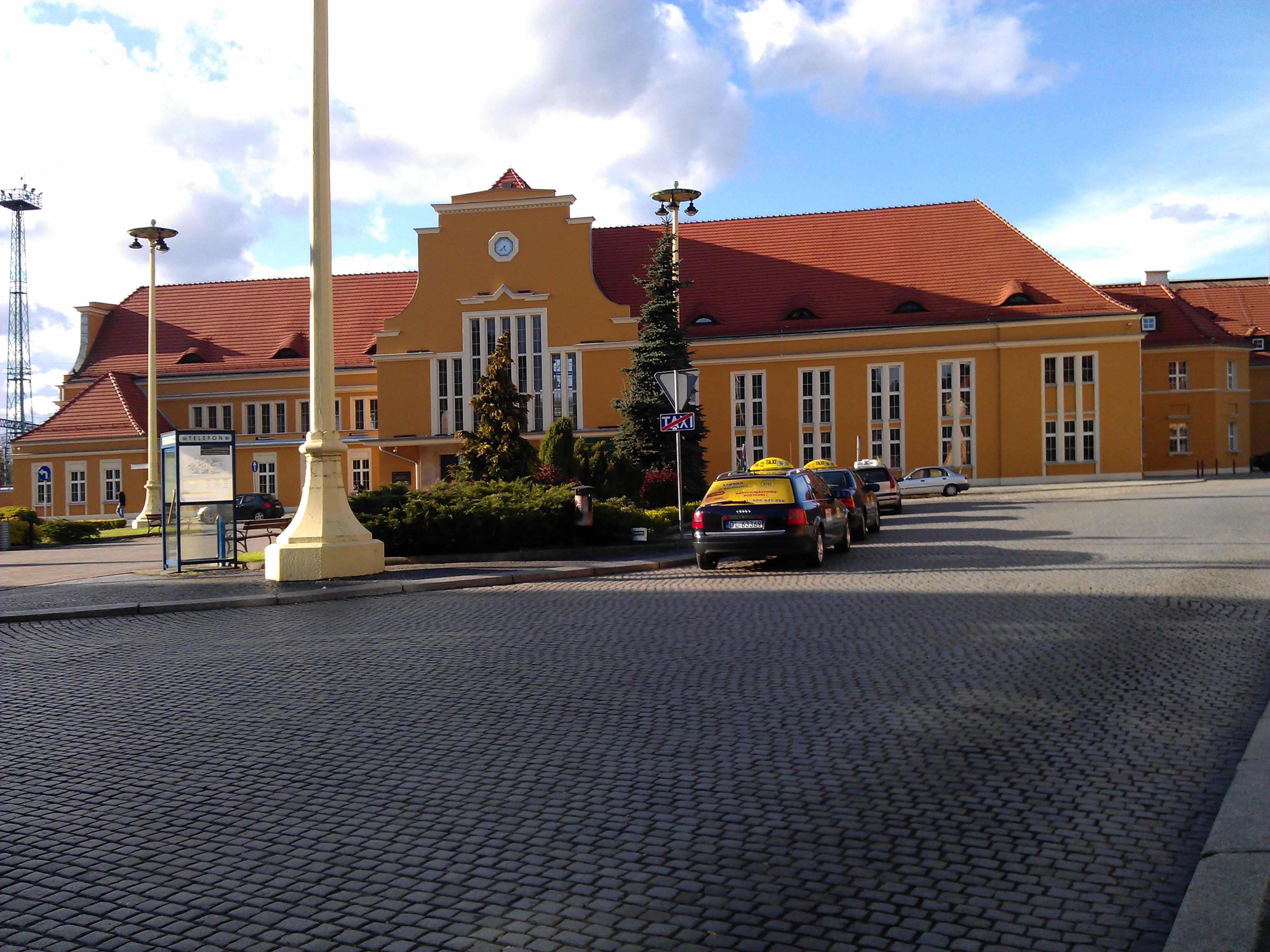
Dworzec kolejowy z lat 20. w Legnicy

## Przedstawiciele
- Max Berg
- Hugo Häring
- Erich Mendelsohn
- Hans Poelzig
- Bruno Taut